# Hemitriakis japanica
Hemitriakis japanica es una especie de elasmobranquio carcarriniforme de la familia Triakidae.